# Grande Loja Feminina de Portugal
A Grande Loja Feminina de Portugal é resumidadmente chamada de G.L.F.P., foi criada em 1996, e é a Obediência Maçônica maçónica exclusivamente Feminina da Portugal sendo uma obediência adogmática e de cariz liberal.

## Resumo histórico sobre a Grande Loja Feminina dePortugal
A Grande Loja Feminina de Portugal teve duas fases históricas de existência e desenvolvimento:
A primeira é a que leva às condições para o "levantamento de colunas" desta Grande Loja. Primeiro, levantou colunas a R∴L∴ Unidade e Mátria, em 1983, e depois a R∴L∴ Lusitânia, fundada em 1988, ambas a Oriente de Lisboa e constituidas por irmãs Francesas da Grande Loja Feminina de França e Portuguesas (que se iniciaram em França). Mais tarde, levantou colunas, uma terceira R∴L∴  a Oriente do Porto denominada Invicta e uma quarta Loja, a Oriente da Figueira da Foz, denominada Claridade.  Estas Lojas pertenciam à Grande Loja Feminina de França. Estavam assim criadas as condições necessárias para a criação da Grande Loja Feminina de Portugal
A fundação: em 27 de Março de 1996 é criada a Grande Loja Feminina de Portugal constituida por estas quatro lojas, sendo instalada a nova Grande Loja por irmãs mestras maçonas da Grande Loja Feminina de França numa cerimónia de autonomização realizada no Palácio Maçónico do Grande Oriente Lusitano.

## Organização e estrutura interna
A Grande Loja Feminina de Portugal detém uma estrutura organizativa democratica de poder, baseada numa Constituição interna aprovada pelo poder legislativo que é exercido pela Assembleia Geral e tem um poder executivo que é exercido pelo Concelho Federal que é Presidido pela Grã-Mestre tendo pelo menos uma Grã-Mestre Adjunta que a auxilia (esta estrutura é semelhante na generalidade com a da Grande Loja Feminina de França, pois foi esta que lhe deu origem).
Assim esta constitui-se como uma federação de lojas que trabalham nos três primeiros graus da maçonaria simbólica. Enquanto Obediência Maçônica e nos seus trabalhos de Grande Loja esta trabalha no  Rito Escocês Antigo e Aceito tendo as lojas liberdade de escolha para funcionar nos seus ritos, sendo que os que são actualmente utilizados pelas lojas são o  Rito Escocês Antigo e Aceito e o Rito Francês ou Moderno, este presente em duas Respeitáveis Lojas a Unidade e Matria e a Nove Irmãs (sendo estas curiosamente a primeira e a ultima a serem fundadas).

## A Grande Loja Feminina dePortugalno presente
A Grande Loja Feminina de Portugal detém hoje doze lojas, com pelo menos duzentas e cinquenta irmãs (números de 2001 que pecam com certeza por defeito).
As suas Lojas dividem-se por vários Orientes, assim temos em Lisboa as três já citadas, a saber, Respeitáveis Lojas Unidade e Mátria (fundada em 1983), a Lusitânia (fundada em 1988) e África (fundada até 1996), depois e fundada até 2001, temos neste Oriente a R∴L∴ As Sete Irmãs, posteriormente a 2001 são criadas a Oriente de Lisboa, mais cinco Respeitáveis Lojas, de entre estas destaco a Maat e a Nove Irmãs (a ultima fundada por esta Obediência em 2006).
Fora de Lisboa, são criadas duas Respeitáveis Lojas a Oriente do Porto sendo a Invicta a primeira que é criada antes de 2001, também antes desta data aparece a R∴L∴ Claridade na Figueira da Foz/Coimbra (que foi criada numa região com uma longa tradição maçónica), depois de 2001 é criada a Oriente de Évora a R∴L∴ Diana.

## Relações internacionais
No ano de 2006, esta Obediência Maçônica é a organizadora do Congresso que ocorreu em Lisboa, estando presentes neste mais de trezentas irmãs vindas de todo o mundo.